# Euphorbia dregeana
Euphorbia dregeana E.Mey. ex Boiss. es una especie fanerógama perteneciente a la familia de las euforbiáceas. 
Es endémica de Namibia y Sudáfrica.

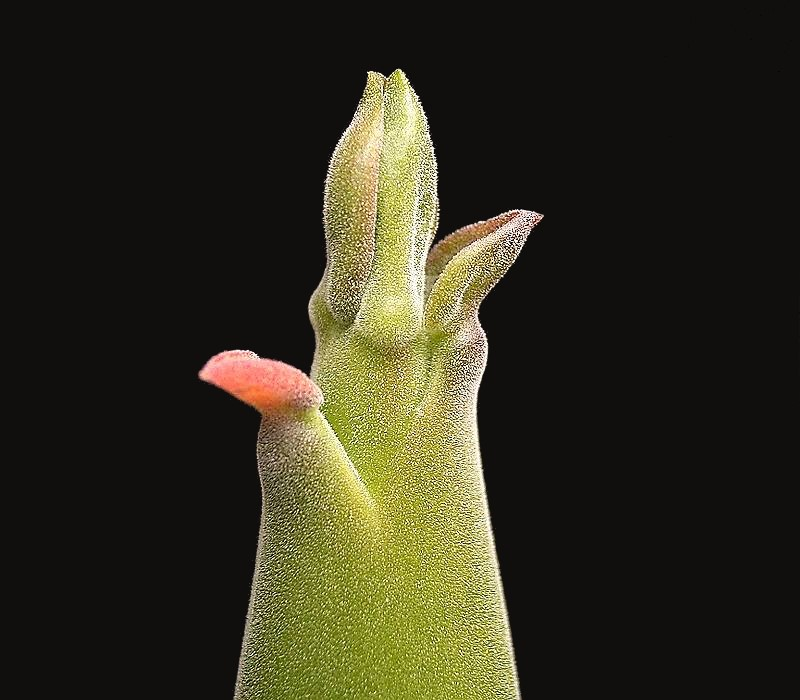
Detalle de la planta

## Descripción
Es un arbusto perenne y suculento sin espinas,  muy ramificado en la base;  la rama principal  erecta, ramificada, con flores en ramas alternas, cilíndrica,  con prominentes cicatrices foliares,  de color blanco-verde, a veces cubiertas con un exudado blanquecino  cuando se seca, las hojas alternas,  rudimentarias, sólo están presente en ramitas muy jóvenes, antes de hoja caduca, sésiles o subsésiles, anchas, ovadas u ovado-deltoides, agudas u obtusas, canalizadas por el haz, recurvadas, algo carnosas. Las inflorescencias en umbelas terminales o solitarias o en cimas de 2 a varias. El fruto en cápsula sésil, con semillas  oblongas de  color marrón claro.

## Taxonomía
Euphorbia dregeana fue descrita por E.Mey. ex Boiss. y publicado en Prodromus Systematis Naturalis Regni Vegetabilis 15(2): 95. 1862.
Etimología
Euphorbia: nombre genérico que deriva del médico griego del rey Juba II de Mauritania (52 a 50 a. C. - 23), Euphorbus, en su honor – o en alusión a su gran vientre –  ya que usaba médicamente Euphorbia resinifera. En 1753 Carlos Linneo asignó el nombre a todo el género.
dregeana: epíteto otorgado en honor del botánico alemán Johann Franz Drege (1794-1881).
Sinonimia
- Tirucallia dregeana (E.Mey. ex Boiss.) P.V.Heath (1996).
- Euphorbia elastica Marloth (1910), nom. illeg.[5][6]